# Tekung (plaats)
Tekung is een bestuurslaag in het regentschap Lumajang van de provincie Oost-Java, Indonesië. Tekung telt 4513 inwoners (volkstelling 2010).